# Едвіж Фенек

Розальба Нері, Єва Тулін та Едвіж Фенек у фільмі «Сенсація» (1969)

Едвіж Фенек (італ. Edwige Fenech, справжнє прізвище Сфенек (нар. 24 грудня 1948, Аннаба) — італійська та французька кіноакторка, телеведуча, кіно- та телепродюсер, модель. Відома ролями в еротичних комедіях і фільмах жахів. Зірка італійських еротичних комедій і фільмів в жанрі джалло.

## Біографія
Народилася 24 грудня 1948 року в місті Аннаба (на той час мало назву Бон) в Алжирі, який на той час був колонією Франції. Її батько був мальтійцем, а мати італійкою родом з міста Акате в провінції Рагуза на Сицилії. Після розлучення батьків Едвіж у віці десяти років переїхала з матір'ю у Ніццу. У Франції Едвіж відвідувала середню школу, потім вивчала танці і медицину У віці 15 років Едвіж виграла конкурс краси «Міс Лазурний Берег». У 1965 році 16-річна Едвіж отримала титул «Міс Франція» («Lady France»). Після цього почалася її нетривала кар'єра фотомоделі. Прийшовши в шоу-бізнес, дівчина змінила прізвище, прибравши букву «С», — після цього вона звалася просто «Фенек». Яскраву красуню не могли не помітити на вулиці кіноагенти, і у 19 років Едвіж дебютувала на екрані. Першим її фільмом стала комедія 1967 року «Всі його безумства» режисера Норбера Карбоно, який, вражений її красою, запропонував виконати невелику роль в його фільмі. Сюжет був примітивний і оповідав про своєрідний вітамін, що збуджував сексуальну функцію та буквально зводив з розуму робітниць борделю. Хоча Фенек і знялася всього в одній сцені, публіці було складно не помітити і не запам'ятати розкішну брюнетку. Після свого кінодебюту Фенек ще деякий час продовжувала працювати моделю, знімаючись серед іншого оголеною для журналу «Playman». У 1967 році Фенек взяла участь в конкурсі краси «Міс Франція», який проходив у травні під час Каннського кінофестивалю, на якому виграла. Таким чином Фенек отримала право брати участь в конкурсі краси «Міс Європа» як представниця своєї країни, який проходив в серпні того року, там вона посіла третє місце після Долорес Агусти і Розіо Хурадо.
Після участі Фенек в конкурсі «Міс Європа», її помітив італійський кіноагент, який запросив її до Риму для зйомок у фільмі режисера Гвідо Малатести «Самоа — королева джунглів», який вийшов у 1968 році, через що вона разом зі своєю матір'ю переїхала до Італії. Після наступного фільму, «Син Чорного Орла», теж Гвідо Малатести, Фенек у 1968—1971 роках працювала в Німеччині, де вона знялася в тринадцяти фільмах різних жанрів, часто з елементами еротики. Доволі відомою і прибутковою стала екранізація Гюстава Флобера «Мадам Боварі» 1969 року режисера Ганса Шотта-Шрьобінгера, де Фенек зіграла головну героїню. Картина була своєрідною історико-еротичною костюмною драмою. Потім вона знову повернулася до Італії, щоб знятися з акторами Франко Франкі і Чіччо Інграссою у двох фільмах «Дон Франко і Дон Чіччо у рік суперечок» та «Сатириконище» (в якому вона зіграла імператрицю Поппею).
З кінця 1960-х и до середини 1970-х років Фенек почала зніматися у модних на той час фільмах жанру трилера («джалло»). Особливо тривалою у цьому жанрі у неї була співпраця з режисером Серджо Мартіно, фільми якого, починаючи з картини «Дивний порок синьйори Ворд» 1970 року, зробили акторку «іконою» еротичного трилера. Фенек зіграла молоду жінку, яка повернулася з чоловіком-дипломатом в рідне місто. Цього ж часу там починається серія дивних вбивств, в яких вона починає підозрювати колишнього коханця. У фільмі багато сцен жорстокості і оголення. У США картину перевидали під назвою «Лезо різника». У трилері 1970 року «П'ять ляльок для серпневого місяця» режисера Маріо Бави Едвіж зіграла жертву маніяка. Потім, у 1972 році, вийшли одразу три фільми з Фенек у жанрі жахів та трилерів — «Що це за дивні краплі крові на тілі Дженніфер?», «Всі відтінки темряви» і «Твоя проблема — замкнена кімната і єдиний ключ у мене», а у 1975 році — «Оголись для вбивці». В кримінальній комедії «Боже, ти справді хрещений батько!» 1973 року режисера Мікеле Лупо вона знімалася разом з Жаном Рошфором.
З початку 1970-х років, починаючи, зокрема, з «декамеротичної» серії фільмі режисера Маріано Лауренті, «Убальда, оголена і гаряча» (стрічка стала «культовим» фільмом італійського «кіно-трешу») і «Джованнона «Великі Стегна» з честю збезчещена», протягом понад десяти років Едвіж Фенек була головною героїнею італійських еротичних комедій, серед яких були картини з сюжетами за певними місцями подій — школою, армією, лікарнею та поліцією (жанр «поліціоттеско»). Перші комедії з Фенек за певним місцем подій з'явилися у 1976 році, починаючи з картин «Лікарка з військового шпиталю» і «Поліцейська робить кар'єру» (де вона грала провокаційну жінку-поліцейську з акторами Маріо Каротенуто і Альваро Віталі). Останній фільм цієї серії був знятий у 1981 році. Також у 1976 році акторка з'явилася у комедії «Кузина» режисера Лучо Фульчі. Італійські еротичні комедії з успіхом йшли в Італії, Іспанії, Західній Німеччини і Франції; вже до середини 1970-х років Едвіж Фенек вважалася «королевою» фільмів цього жанру.

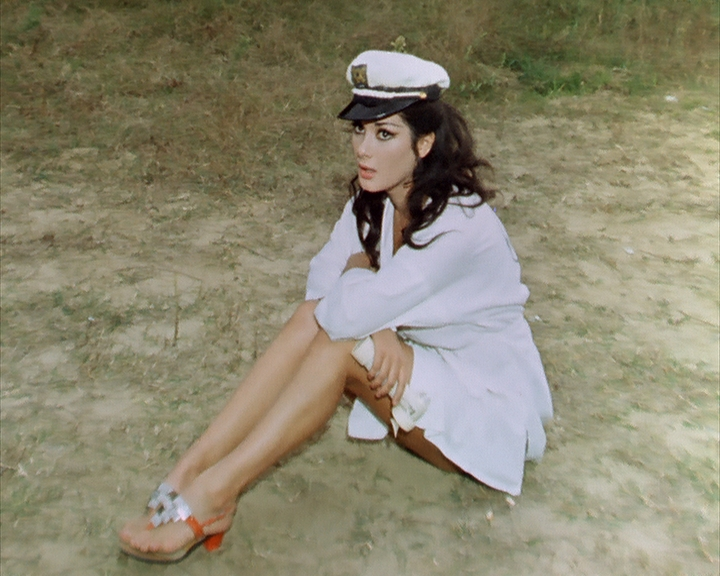
Едвіж Фенек у фільмі «Сенсація» (1969)

Окрім комедій та трилерів, у 1970-ті роки Фенек також знімалася у фільмах інших жанрів, наприклад: у військовому фільмі Умберто Ленці «Велика битва», де вона зіграла роль другого плану (також у фільмі знімалися такі зірки як: Генрі Фонда, Джон Г'юстон, Стейсі Кіч, Орсон Веллс, Джуліано Джемма і Гельмут Бергер); у комедійній фантастиці режисера Стефано Ванціни «Доктор Джекілл і мила пані» 1979 року, за мотивами твору Роберта Стівенсона. Критика прийняла фільм досить прохолодно.
Успіх Едвіж Фенек серед чоловічої глядацької аудиторії, яка вважає її справжньою «секс-іконою», зумовлений її фігурою з «пишними» формами та спокусливо-провокаційною поведінкою на екрані, яку режисери якомога більше демонстрували у кожному фільмі. Вона кілька разів позувала оголеною для італійського видання журналу «Playboy». На початку 1980-х років Фенек знімалася в основному у комедіях і кримінальних фільмах. Однією з них стала кримінальна комедія «Ас» 1981 року, де головну роль виконав Адріано Челентано, який грав картяра, що вирушив грати у власну шлюбну ніч. Фенек зіграла роль Сільвії, дружини цього картяра. Останньою головною роллю на великому екрані для Едвіж стала Хелен Мартелл, подружка піаніста у «Привиді смерті» 1988 року. Після появи перших приватних телеканалів, з 1981 року акторка переважно працювала на телебаченні. Фенек брала участь у випусках таких телепередач, як: «Ric і Gian Folies» 1983 року (телешоу транслювалося на каналі Italia 1), «Bene, bravi, bis» 1984 року (акторка виступала разом з Франко Франкі і Чіччо Інграссою, передача також транслювалася на Italia 1 й отримала премію «Telegatto»), і у суботній вечірньо-естрадній трансляції телешоу «Risatissima» 1985 року на Canale 5 (передача також отримала премію «Telegatto», акторка виступала у ній разом з акторами Ліно Банфі і Паоло Вілладжо).
У 1985 році Фенек дебютувала на театральній сцені, зігравши у драмі Джузеппе Патроні Гріффі «D'amore si muore» з акторами Массімо Вертмюллером, Фабріціо Бентівольйо і Монікою Скаттіні. Потім вона була ведучою таких телепередач на каналі Rai 1, як: «Sotto le stelle» (1986), «Immagina» (1987—1988), «Carnevale» (1988), «Palcoscenico Italia» (1988), «Sulla cresta dell'onda» (1989), «Un tesoro di capodanno» (31 грудня 1990 року, в об'єднаних мережах Rai). Участь у розважальній передачі «Domenica in» у 1989—90 роках під керівництвом Джанні Бонкомпаньї остаточно затвердила Фенек на телебаченні як телеведучу. Вона була ведучою фестивалю Санремо 1991 року разом з Андреа Оккіпінті, а потім представляла конкурс «Singoli» (1997), також на Rai 1.

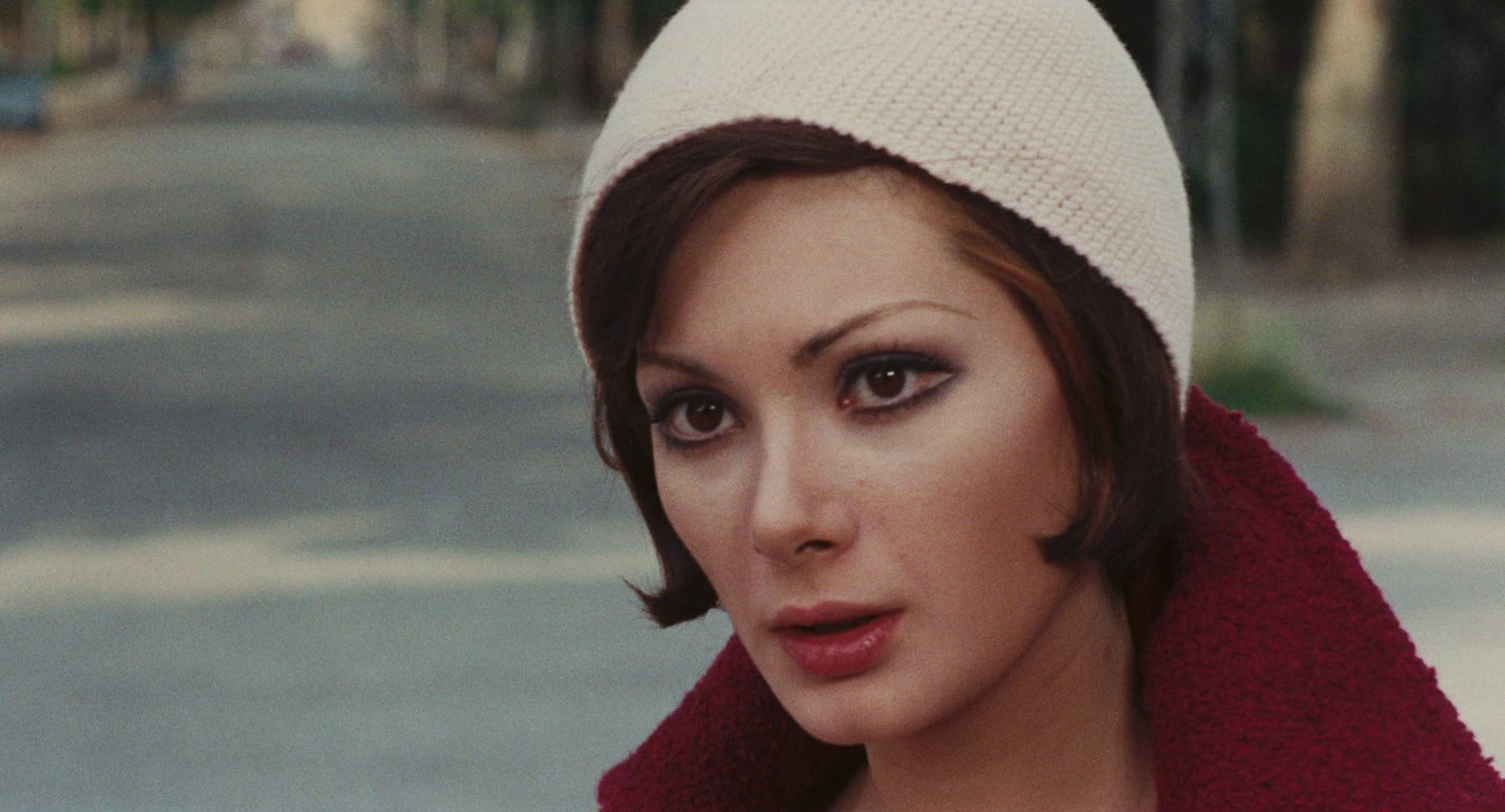
Едвіж Фенек у фільмі «Твоя проблема — замкнена кімната і єдиний ключ у мене» (1972)

У 1990-х роках Едвіж Фенек остаточно перейшла на телебачення. Знімалася в серіалах і навіть стала продюсером — заснувала у 1992 році разом з сином Едвіном продюсерську кінокомпанію «Immagine E Cinema SRL». Першою її продюсерською роботою став телевізійний міні-серіал «Мужність Анни» 1992 року. Серед фільмів, спродюсованих нею, став «Венеційський купець» 2004 року, режисера Майкла Редфорда. У 2007 році вона повернулася до акторської гри, з нею зв'язався американський режисер Квентін Тарантіно, який запронував їй зіграти епізодичну роль у фільмі жахів «Хостелі 2», сиквелу «Хостелу», режисером обидвох був Елай Рот. Тарантіно є шанувальником Едвіж: у своєму фільмі «Безславні виродки» він навіть назвав на честь акторки персонаж, якого грає Майк Маєрс, «Едом Фенеком». У 2012 році Фенек знялася в ролі Катерини II в телевізійному міні-серіалі «Капітанська дочка», продюсером якого була вона. Акторка не лише спродюсувала фікшен «Прибуло щастя», що транслювався на каналі Rai 1 з 2015 по 2018 рік, але й зіграла у ньому разом з Клаудіо Сантамарією і Клаудією Пандольфо. Загалом, Фенек продюсувала 25 телесеріалів і мінісеріалів на італійському телебаченні.

## Фільмографія

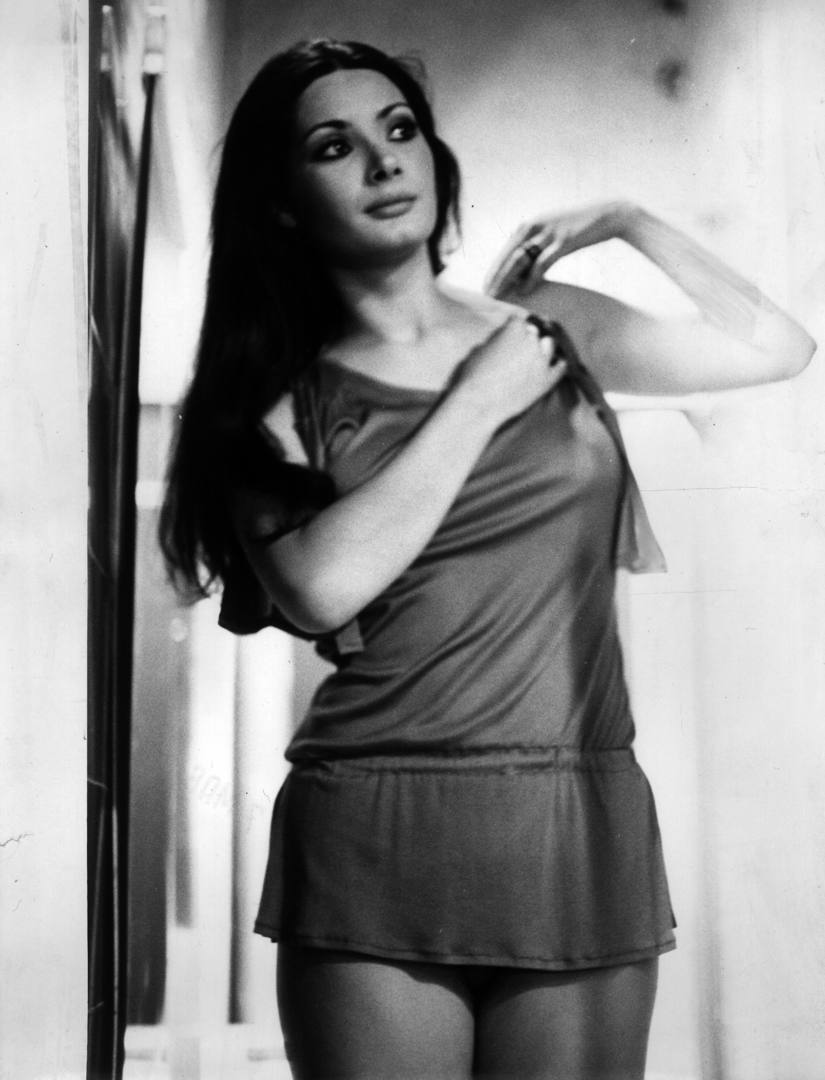
Едвіж Фенек у фільмі «Синьйора добре грає у Скопу?» (1974)

### Акторка

#### Кіно
| Рік  | Назва українською мовою                               | Назва мовою оригіналу                                       | Роль                       | Режисер                  |
| ---- | ----------------------------------------------------- | ----------------------------------------------------------- | -------------------------- | ------------------------ |
| 1967 | Всі його безумства                                    | Toutes folles de lui                                        | Джина                      | Норбер Карбоно           |
| 1968 | Самоа — королева джунглів                             | Samoa, regina della giungla                                 | Самоа                      | Гвідо Малатеста          |
| 1968 | Син Чорного Орла                                      | Il figlio di Aquila Nera                                    | Наташа                     | Гвідо Малатеста          |
| 1968 | У фрау Господині також є граф                         | Frau Wirtin hat auch einen Grafen                           | Селін                      | Франц Антель             |
| 1969 | Satiricosissimo                                       | Satiricosissimo                                             | Поппея Сабіна              | Маріано Лауренті         |
| 1969 | Сенсація                                              | Top Sensation                                               | Улла                       | Оттавіо Алессі           |
| 1969 | Орел або решка                                        | Testa o croce                                               | Мануела                    | П'єро П'єротті           |
| 1969 | Приїзд, кохана дівчина і робота                       | Komm, liebe Maid und mache                                  | Фелічіта                   | Джозеф Закар             |
| 1969 | Мадам і її племінниця                                 | Madame und ihre Nichte                                      | Іветта                     | Еберхард Шрьодер         |
| 1969 | У фрау Господині також є племінниця                   | Frau Wirtin hat auch eine Nichte                            | Розалія                    | Франц Антель             |
| 1969 | Всі кішки люблять поласувати                          | Alle Kätzchen naschen gern                                  | Бланш                      | Джозеф Закар             |
| 1969 | Мадам Боварі                                          | Die nackte Bovary                                           | Емма Боварі                | Ганс Шотт-Шрьобінгер     |
| 1969 | Людина із золотим пензлем                             | Der Mann mit dem goldenen Pinsel                            | Гонг-Конг                  | Франц Марішка            |
| 1970 | П'ять ляльок для серпневого місяця                    | 5 bambole per la luna d'agosto                              | Марі Чейні                 | Маріо Бава               |
| 1970 | Дон Франко і Дон Чіччо у рік суперечок                | Don Franco e don Ciccio nell'anno della contestazione       | Анна Белліндзоні           | Маріно Джироламі         |
| 1970 | Ле-Ман, найкоротший шлях до пекла                     | Le Mans — Scorciatoia per l'inferno                         | Кора                       | Освальдо Чівірані        |
| 1970 | Пустеля у вогні                                       | Deserto di fuoco                                            | Хуана                      | Ренцо Мерузі             |
| 1970 | Дивний порок синьйори Ворд                            | Lo strano vizio della signora Wardh                         | Джулі Ворд                 | Серджо Мартіно           |
| 1971 | Теплі ночі Дона Жуана                                 | Le calde notti di Don Giovanni                              | Аїша                       | Альфонсо Бреша           |
| 1972 | Всі відтінки темряви                                  | Tutti i colori del buio                                     | Джейн Харрісон             | Серджо Мартіно           |
| 1972 | Що це за дивні краплі крові на тілі Дженніфер?        | Perché quelle strane gocce di sangue sul corpo di Jennifer? | Дженніфер                  | Джуліано Карнімео        |
| 1972 | Твоя проблема — замкнена кімната і єдиний ключ у мене | Il tuo vizio è una stanza chiusa e solo io ne ho la chiave  | Флоріана                   | Серджо Мартіно           |
| 1972 | Чудова Антонія, спочатку черниця, а після фурія       | La bella Antonia, prima monica e poi dimonia                | Антонія                    | Маріано Лауренті         |
| 1972 | Коли жінку називали «Мадонною»                        | Quando le donne si chiamavano madonne                       | Джулія Варроне             | Альдо Грімальді          |
| 1972 | Убальда, оголена і гаряча                             | Quel gran pezzo dell'Ubalda tutta nuda e tutta calda        | Убальда                    | Маріано Лауренті         |
| 1973 | Святий Боже, ось і «Контрабандист»!                   | Fuori uno… sotto un altro, arriva il Passatore              | Мора                       | Джуліано Карнімео        |
| 1973 | Джованнона «Великі Стегна» з честю збезчещена         | Giovannona Coscialunga disonorata con onore                 | Джованнона Кошалунга       | Серджо Мартіно           |
| 1973 | Невтішна вдова дякує всім, хто втішить її             | La vedova inconsolabile ringrazia quanti la consolarono     | Катеріна Превості          | Маріано Лауренті         |
| 1973 | Боже, ти справді хрещений батько!                     | Dio, sei proprio un padreterno!                             | Орхідея                    | Мікеле Лупо              |
| 1973 | Анна, це особливе задоволення                         | Anna, quel particolare piacere                              | Анна Ловізі                | Джуліано Карнімео        |
| 1974 | Невинність і злочин                                   | Innocenza e turbamento                                      | Кармела Патерно            | Массімо Далламано        |
| 1974 | Синьйора добре грає у Скопу?                          | La signora gioca bene a scopa?                              | Єва                        | Джуліано Карнімео        |
| 1975 | Дякую... бабусю                                       | Grazie… nonna                                               | Маріхуана Персікетті       | Маріно Джироламі         |
| 1975 | Учителька                                             | L'insegnante                                                | Джованна Пагаус            | Нандо Чічеро             |
| 1975 | Оголись для вбивці                                    | Nude per l'assassino                                        | фотограф Магда Кортіс      | Андреа Б'янкі            |
| 1975 | Сімейний порок                                        | Il vizio di famiglia                                        | Сюзі                       | Маріано Лауренті         |
| 1975 | Незаймана — дружина                                   | La moglie vergine                                           | Валентіна                  | Маріно Джироламі         |
| 1976 | 40 градусів під простирадлом                          | 40 gradi all'ombra del lenzuolo                             | Емілія К'яппоні            | Серджо Мартіно           |
| 1976 | Поліцейська робить кар'єру                            | La poliziotta fa carriera                                   | Джанна Амікуччі            | Мікеле Массімо Тарантіні |
| 1976 | Лікарка з військового шпиталю                         | La dottoressa del distretto militare                        | лікар Єлена Дольйодзі      | Нандо Чічеро             |
| 1976 | Погані думки                                          | Cattivi pensieri                                            | Франческа Марані           | Уго Тоньяцці             |
| 1976 | Кузина                                                | La pretora                                                  | Віола Орландо/Роза Орландо | Лучо Фульчі              |
| 1977 | Діва, тілець та козеріг                               | La vergine, il toro e il capricorno                         | Джоя Феретті               | Лучано Мартіно           |
| 1977 | Таксистка                                             | Taxi Girl                                                   | Марчелла                   | Мікеле Массімо Тарантіні |
| 1977 | Медсестра на військовому обході                       | La soldatessa alla visita militare                          | Єва Маріні                 | Нандо Чічеро             |
| 1978 | Велика битва                                          | Il grande attacco                                           | Данієль                    | Умберто Ленці            |
| 1978 | Учителька в коледжі                                   | L'insegnante va in collegio                                 | Моніка Себастьяні          | Маріано Лауренті         |
| 1978 | Медсестра і великі маневри                            | La soldatessa alle grandi manovre                           | Єва Маріні                 | Нандо Чічеро             |
| 1978 | Учителька додому                                      | L'insegnante viene a casa                                   | Луїза Де Домінікіс         | Мікеле Массімо Тарантіні |
| 1978 | Кохані мої                                            | Amori miei                                                  | Дебора                     | Стено                    |
| 1979 | Поліцейська у відділку моралі                         | La poliziotta della squadra del buon costume                | Джанна Д'Аміко             | Мікеле Массімо Тарантіні |
| 1979 | Доктор Джекілл і мила пані                            | Dottor Jekyll e gentile signora                             | Барбара Вімплі             | Стено                    |
| 1979 | Гаряча картопля                                       | La patata bollente                                          | Марія                      | Стено                    |
| 1979 | Субота, неділя та п'ятниця                            | Sabato, domenica e venerdì                                  | інженер Токімото           | Серджо Мартіно           |
| 1980 | Злодій                                                | Il ladrone                                                  | Дебора                     | Паскуале Феста Кампаніле |
| 1980 | Я фотогенічний                                        | Sono fotogenico                                             | Чінція Панкальді           | Діно Різі                |
| 1980 | Дружина у відпустці... коханка в місті                | La moglie in vacanza… l'amante in città                     | Джулія                     | Серджо Мартіно           |
| 1980 | Цукор, мед та перчик                                  | Zucchero, miele e peperoncino                               | Амалія Пассалаква          | Серджо Мартіно           |
| 1980 | Я і Катерина                                          | Io e Caterina                                               | Елізабетта                 | Альберто Сорді           |
| 1981 | Пронира                                               | Il ficcanaso                                                | Сусанна                    | Бруно Корбуччі           |
| 1981 | Ас                                                    | Asso                                                        | Сільвія Бернарді           | Кастеллано і Піполо      |
| 1981 | Круасани з вершками                                   | Cornetti alla crema                                         | Маріана Трібальці          | Серджо Мартіно           |
| 1981 | Поліцейська у Нью-Йорку                               | La poliziotta a New York                                    | Джанна Амікуччі/Пуппа      | Мікеле Массімо Тарантіні |
| 1982 | Багаті, дуже багаті ... насправді в одних трусах      | Ricchi, ricchissimi… praticamente in mutande                | Франческа Дель Пра         | Серджо Мартіно           |
| 1982 | Фельдшер                                              | Il paramedico                                               | Ніна                       | Серджо Наска             |
| 1982 | Замовкни, коли говориш!                               | Tais-toi quand tu parles!                                   | Бела                       | Філіпп Клер              |
| 1982 | Розповісти, збудити, розкрутити                       | Sballato, gasato, completamente fuso                        | Патриція Реда              | Стено                    |
| 1984 | Канікули в Америці                                    | Vacanze in America                                          | синьйора Де Романіс        | Карло Ванціна            |
| 1988 | Привид смерті                                         | Un delitto poco comune                                      | Гелен Мартелл              | Руджеро Деодато          |
| 2000 | Молодший брат                                         | Il fratello minore                                          | дружина директора          | Стефано Джільї           |
| 2007 | Хостел 2                                              | Hostel: Part II                                             | вчителька мистецтва        | Елай Рот                 |

#### Телебачення

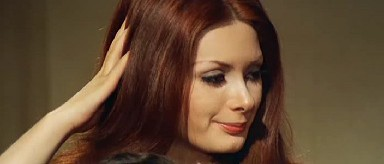
Едвіж Фенек у фільмі «Убальда, оголена і гаряча» (1972)

| Рік       | Назва українською мовою | Назва мовою оригіналу  | Роль              | Канал    | Режисер                                           |
| --------- | ----------------------- | ---------------------- | ----------------- | -------- | ------------------------------------------------- |
| 1978      | Сьомий рік              | Settimo anno           | епізод            | Rete 2   | Ерос Маккі                                        |
| 1987      | У вирі гріха            | Nel gorgo del peccato  | Сільвана Сарп'єрі | Rai 1    | ?                                                 |
| 1992      | Мужність Анни           | Il coraggio di Anna    | Анна Карідзі      | Canale 5 | Джорджо Капітані                                  |
| 1993      | Приватні злочини        | Delitti privati        | Ніколь Вентурі    | Rai 1    | Серджо Мартіно                                    |
| 1996      | Жінка                   | Donna                  | Паола             | Rai 1    | Джанфранко Джаньї                                 |
| 2002      | Сердечні причини        | Le ragioni del cuore   | епізод            | Rai 1    | Лука Манфреді, Анна Ді Франчіска, Альберто Сімоне |
| 2008      | Спочатку добре!         | Buona la prima!        | епізод            | Italia 1 | ?                                                 |
| 2012      | Капітанська дочка       | La figlia del capitano | Катерина II       | Rai 1    | Джакомо Кампйотті                                 |
| 2015—2018 | Прихід щастя            | È arrivata la felicità | Анна              | Rai 1    | Ріккардо Мілані, Франческо Вікаріо                |

### Продюсерка
| Рік       | Назва українською мовою    | Назва мовою оригіналу               | Канал    |
| --------- | -------------------------- | ----------------------------------- | -------- |
| 1992      | Мужність Анни              | Il coraggio di Anna                 | Canale 5 |
| 1993      | Приватні злочини           | Delitti privati                     | Rai 1    |
| 1997      | Знак мавпи                 | Il segno della scimmia              | ?        |
| 1999      | Матері                     | Le madri                            | Rai 1    |
| 1999      | Замовлення                 | Commesse                            | Rai 1    |
| 2000      | Алеф                       | Aleph                               | ?        |
| 2001      | Аттентатуні — Велика атака | L'attentatuni — Il grande attentato | Rai 2    |
| 2002      | Сердечні причина           | Le ragioni del cuore                | Rai 1    |
| 2002      | Замовлення                 | Commesse                            | Rai 1    |
| 2003      | Ніч Пасквіно               | La notte di Pasquino                | Canale 5 |
| 2004      | Заочне навчання            | Part time                           | Rai 2    |
| 2004      | Жити, щоб програти         | Vite a perdere                      | Rai 2    |
| 2004      | Вбий її                    | La omicidi                          | Rai 1    |
| 2005      | Анджела                    | Angela                              | Rai 1    |
| 2005      | Матільда                   | Matilde                             | Rai 1    |
| 2005      | Луча                       | Lucia                               | Rai 1    |
| 2007      | Зірка королів              | La stella dei re                    | Rai 1    |
| 2008      | У ніч кохання              | Per una notte d'amore               | Rai 1    |
| 2009      | Відьмине кохання           | Un amore di strega                  | Canale 5 |
| 2009      | Секретарі шостого          | Le segretarie del sesto             | Rai 1    |
| 2009      | Жовтневий вечір            | Una sera d'ottobre                  | Rai 1    |
| 2012      | Капітанська дочка          | La figlia del capitano              | Rai 1    |
| 2015—2018 | Прийшло щастя              | È arrivata la felicità              | Rai 1    |

| Рік  | Назва українською мовою     | Назва мовою оригіналу      |
| ---- | --------------------------- | -------------------------- |
| 1999 | Фердінандо і Кароліна       | Ferdinando e Carolina      |
| 2000 | Молодший брат               | Il fratello minore         |
| 2001 | Моїй сестрі                 | A mia sorella!             |
| 2003 | 11:14 — фатальна доля       | Ore 11:14 — Destino fatale |
| 2004 | Венеційський купець         | Il mercante di Venezia     |
| 2005 | Тендітна — історія привидів | Fragile — A Ghost Story    |
| 2006 | Весільний директор          | Il regista di matrimoni    |
| 2010 | Горбачов                    | Gorbaciof                  |

## Театр
- Вистава «D'amore si muore» Джузеппе Патроні Джіффі, постановка Альдо Терлідзі (1985)

## Телепрограми

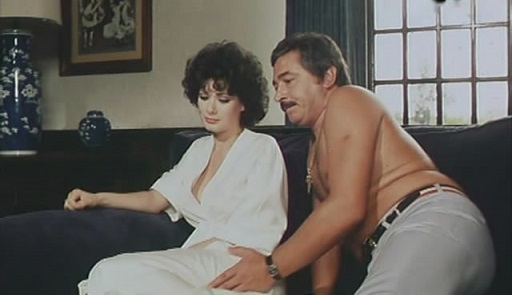
Едвіж Фенек і Ренцо Монтаньяні у фільмі «Незаймана — дружина» (1975)

- Ric e Gian folies (Italia 1, 1983)
- Bene, bravi, bis (Italia 1, 1984)
- Azzurro (Italia 1, 1984)
- Risatissima (Canale 5, 1985)
- Sotto le stelle (Rai 1, 1986)
- Immagina (Rai 1, 1987—1988)
- Carnevale (Rai 1, 1988)
- Palcoscenico Italia (Rai 1, 1988)
- Sulla cresta dell'onda (Rai 1, 1989)
- Domenica in (Rai 1, 1989—1990)
- Un tesoro di capodanno (31 грудня 1990-1 січня 1991, телемережа Rai)
- Festival di Sanremo (Rai 1, 1991)
- Singoli (Rai 1, 1997)

## Дубляж
Едвіж Фенек майже завжди дублювали у її фільмах. Нижче приведено перелік італійських акторок, які дублювали Фенек у фільмах:
- Вітторія Феббі: Поліцейська робить кар'єру; Лікарка з військового шпиталю; «Таксистка»; Медсестра на військовому обході; Медсестра і великі маневри; Поліцейська у відділку моралі; Доктор Джекілл і мила дама; Гаряча картопля; Розповісти, збудити, розкрутити; Оголись для вбивці; Діва, Телець і Козеріг; «Злодій»; Проноза; Привид смерті
- Ріта Саваньйоне: «Син Чорного Орла»; «Дивний порок синьйори Ворд»; Всі відтінки темряви; Теплі ночі Дона Жуана; Чудова Антонія, спочатку черниця, а після фурія; Убальда, оголена і гаряча; «Що це за дивні краплі крові на тілі Дженніфер?»; «Джованнона „Великі Стегна“ з честю збезчещена»; Анна, це особливе задоволення; «Боже, ти справді хрещений батько!»; «Невинність і злочин»; Синьйора добре грає у скопу?; Невтішна вдова дякує всім, хто втішить її; Велика битва
- Марія Піа Ді Мео: Самоа — королева джунглів; Ле-Ман, найкоротший шлях до пекла; «Твоя проблема — замкнена кімната і єдиний ключ у мене»; Учителька додому
- Меліна Мартелло: «Цукор, мед і перець»; «П'ять ляльок для серпневого місяця»; «Дружина у відпустці… коханка в місті»
- Сольвеж Д'Ассунта: «Круасани з вершками»; «Поліцейська у Нью-Йорку»; «Багаті, дуже багаті … насправді в одних трусах»
- Ноемі Джіфуні: «Дякую… бабусю»; «Суддя»
- Мікаела Ездра: «Сімейний порок»; «Учителька в коледжі»
- Роззелла Ідзо: «Незаймана — дружина»; «У вирі гріха»
- Анна Ріта Пазанізі: «Я фотогенічний»; «Фельдшер»
- Лоренца Б'єлла: «Дон Франко і Дон Чиччо у рік суперечок»
- Фіорелла Бетті: «Мадам Боварі»
- Валерія Валері: «Всі кішки люблять поласувати»
- Анджола Баджі: «Учителька»
- Серена Вердірозі: «40 градусів під простирадлом»
- Анджоліна Квінтерно: «Сенсація»
- Ада Марія Серра Дзанетті: «Коли жінок називали „Мадоннами“»
- Паїла Павезе: «Кохані мої»
- Данієла Нобілі: «Ас»

## Родина та особисте життя
У Едвіж Фенек протягом 11 років були стосунки з режисером і продюсером Лучано Мартіно, відомим в Італії продюсером фільмів «категорії Б». Він доводився братом режисерові Серджо Мартіно. Можливо, якраз тому Едвіж так часто з'являлася у фільмах Серджо. Потім у акторки були стосунки з італійським аристократом та президентом Ferrari Лукою Кордеро ді Монтедземоло, які тривали 18 років. У деяких джерелах повідомляється, що Фенек стала третьою дружиною Монтедземоло.
У Едвіж є син на ім'я Едвін Фенек, 1971 року народження, його батьківство часто було предметом обговорень таблоїдів. Спочатку Фенек в інтерв'ю для тижневика Eva Express приписувала батьківство сина акторові Фабіо Тесті, з яким акторка мала інтимні стосунки протягом трьох років, кажучи, що їй хотілося завести дитину, коли відносини з Тесті вже були зіпсовані. Однак пізніше вона неодноразово заперечувала це батьківство, не бажаючи при цьому розкривати особистість батька.
Едвіж любить проводити час в колі сім'ї і слухати класичну музику. Випускає власну лінію одягу, улюблений дизайнер — Ренато Балестра.